# Palicha jemná

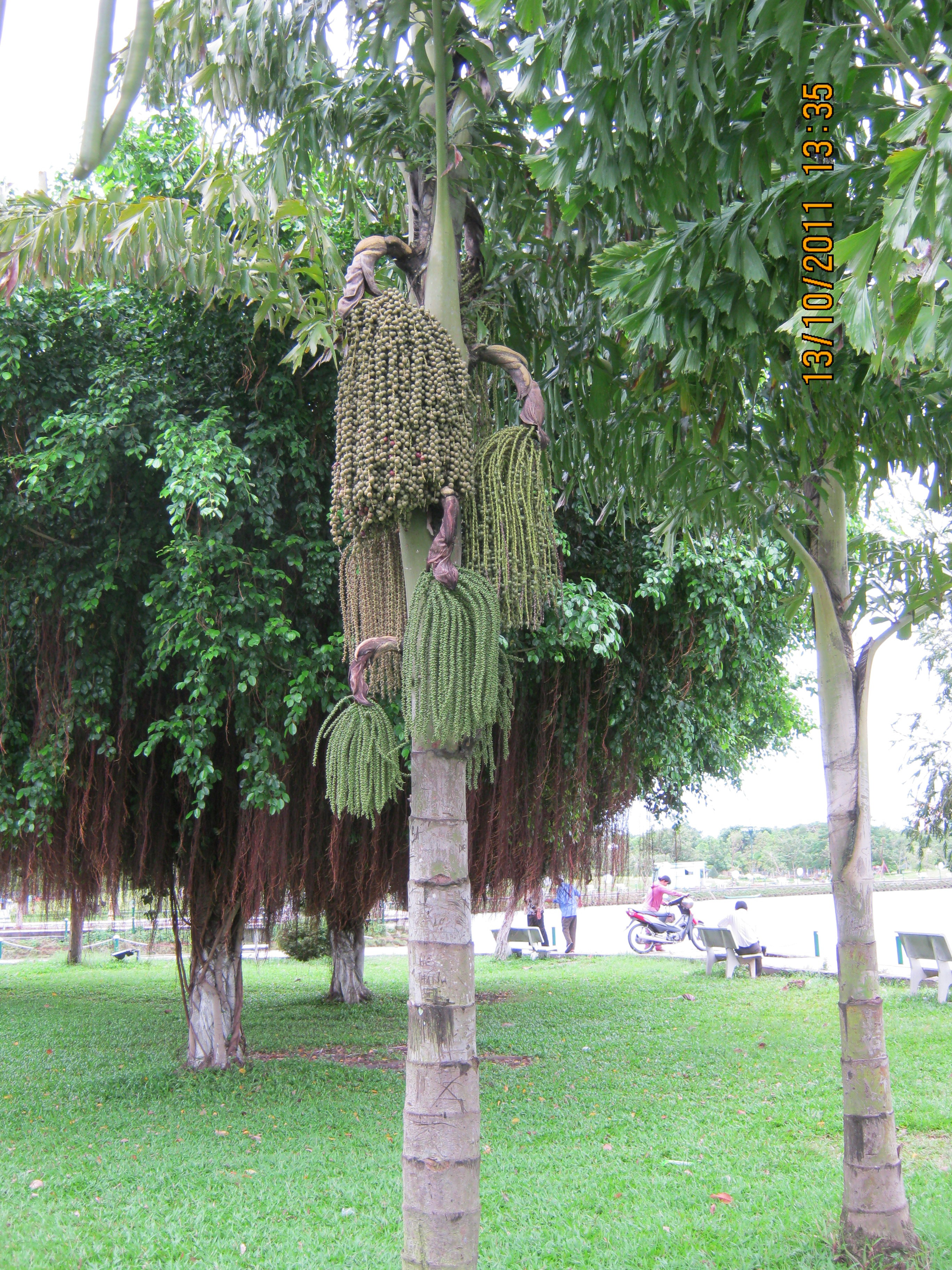
Květenství

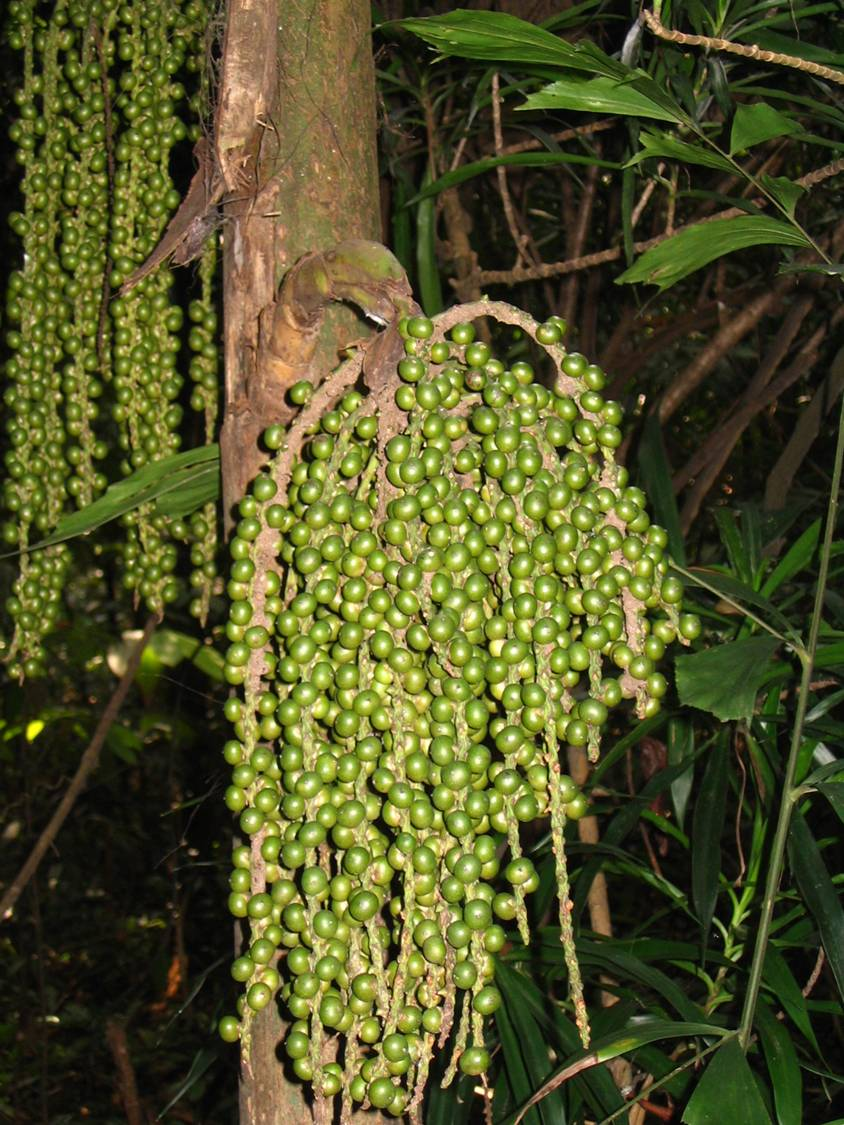
Květenství a nezralé plody

Palicha jemná (Caryota mitis) je tropická, jednodomá palma s několika nevětvenými kmeny vyrůstajícími v trsech. Je druhem nevelkého rodu palicha, který se od ostatních palem odlišuje dvakrát zpeřenými listy. Tato dřevina je částečně monokarpická a odkvetlý kmen po uzrání plodů uschne, ostatní v trsu však rostou dále.
Pochází z tropických oblastí jižní Asie, konkrétně z jihovýchodní Číny, Indočíny, Malajského poloostrova, Indonésie, Filipín a jihu indického subkontinentu. Rozšířena byla též do přírody Austrálie a na ostrovy v Karibiku. Pěstuje se již odedávna a místy tak zplaněla, že hranice původního výskytu jsou mnohde sporné.

## Ekologie
Roste v tropech jako součást původních deštných lesů i na lidmi pozměněných místech, kde je trvale vlhká, humusem bohatá půda na vápencovém podloží. Vyžaduje polostín až plně osluněné stanoviště, vystupuje do nadmořské výšky téměř 1000 m n. m.

## Popis
Je to jednodomá dřevina s jedním, nebo častěji několika nevětvenými kmeny vyrůstajícími v trsu. Tenký kmen bez kambia je pevný, v mládí bývá obalen zbytky opadaných listů a později holý, 6 až 10 m vysoký a 8 až 12 cm tlustý. Dvojnásobně sudozpeřené listy s řapíky bývají dlouhé 2 až 3 m a jejich pochvy nemají ostny. Jejich téměř 15 cm dlouhé lístky obdeltoidního tvaru mají rozeklaný konec a říká se, že mají tvar podobný rybímu ocasu. Spodní listy vyrůstající z kmene postupně usychají a opadávají, zelené zůstávají jen na vrcholu.
Květenství je až 80 cm dlouhá, na stopce visící lata vyrůstající z kmene, která bývá složená z 20 až 60 klasů s trojčetnými květy. Květenství je často na kmeni více, prvé je těsně pod listy a další vznikají postupně níže. Klasy mohou mít délku 25 až 65 cm a jsou tvořeny jednopohlavnými květy na kratičkých stopkách vyrůstající v triádách, prostřední květ je vždy samčí a dva postranní jsou samičí. Samoopylení je znesnadněno protandrií a samčí květy uvolňují pyl pouze jeden den a pak opadají.
Podlouhlé samčí květy mají kališní lístky dlouhé jen 3 mm a korunní až 1,5 cm, dle zralosti se postupně zbarví nachově či hnědočerveně a obsahují po 12 až 24 žlutých tyčinkách s prašníky obsahujícími hodně pylu. Kulovité samičí květy mají korunní lístky podobné samčím, ale růžové korunní jsou vůči samčím jen třetinové, jejich gyneceum se skládá ze tří plodolistů a kulatý semeník nese tři blizny; neprodukují nektar a žádní hmyzí opylovači je nenavštěvují, přenos pylu zajišťuje vítr. Doba kvetení není určována ročním obdobím, ale dostatkem naakumulovaných růstových látek v rostlině.
Nejedlý plod je kulovitá peckovice 1 až 2 cm velká, která obsahuje nejčastěji jedno semeno. Nezralé plody jsou zelené a ve zralosti bývají tmavofialové nebo tmavočervené. Obsahují krystalky šťavelanu vápenatého (oxalát vápenatý) a pouhá manipulace s plody vyvolává u mnoha lidí podráždění pokožky a následné svědění. Jsou to velmi plododárné dřeviny, statný jedinec mívá i deset květenstvi, na kterých dozraje až 10 000 plodů.

## Význam
Přestože plody obsahují velké množství oxalátu, jsou důležitým zdrojem potravy některých živočichů, energetická výživnost je při stejné hmotnosti srovnatelná s jablky. Jsou zkrmovány jak savci, např. opicemi makakem jávským a prasaty prasetem divokým, tak i mnoha ptáky, kteří mají hlavní zásluhu na rozptylu semen. Listy jsou žírnou rostlinou housenek některých motýlů okáčů rodu (Faunis) a baboček (Thauria).
Palicha jemná (jako všechny z rodu palicha) sice patří do skupiny palem, z jejíchž škrobovitého vnitřku kmene se vyrábí ságo, dává ho však málo a není kvalitní. Mladé listy bývají konzumovány jako zelenina, stejně tak jako seřezaný růstový vrchol kmene, po seříznutí vrcholu ale kmen uschne.
Bývá často vysazována jako ozdobná rostlina nejen v tropických oblastech, ale pěstuje se v i subtropech ve sklenících, nedorůstá do velkých výšek a příliš nestíní okolí. Požaduje propustný substrát s pH 5,5 až 6,0, plné slunce, vyšší vzdušnou vlhkost, v létě teplotu nejméně +20 °C a v zimě více než +10 °C.

## Galerie

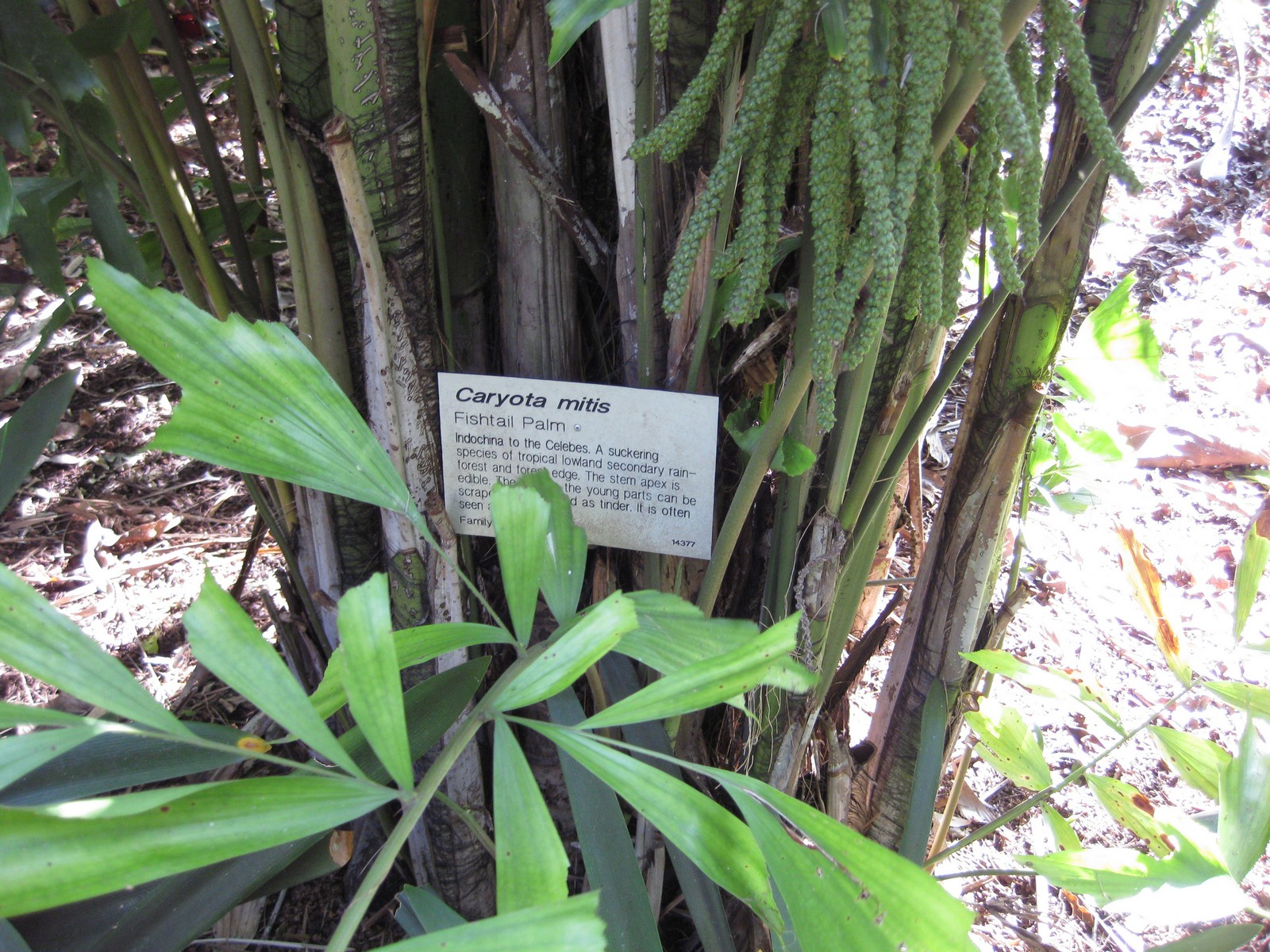
Rostlina s mnoha kmeny
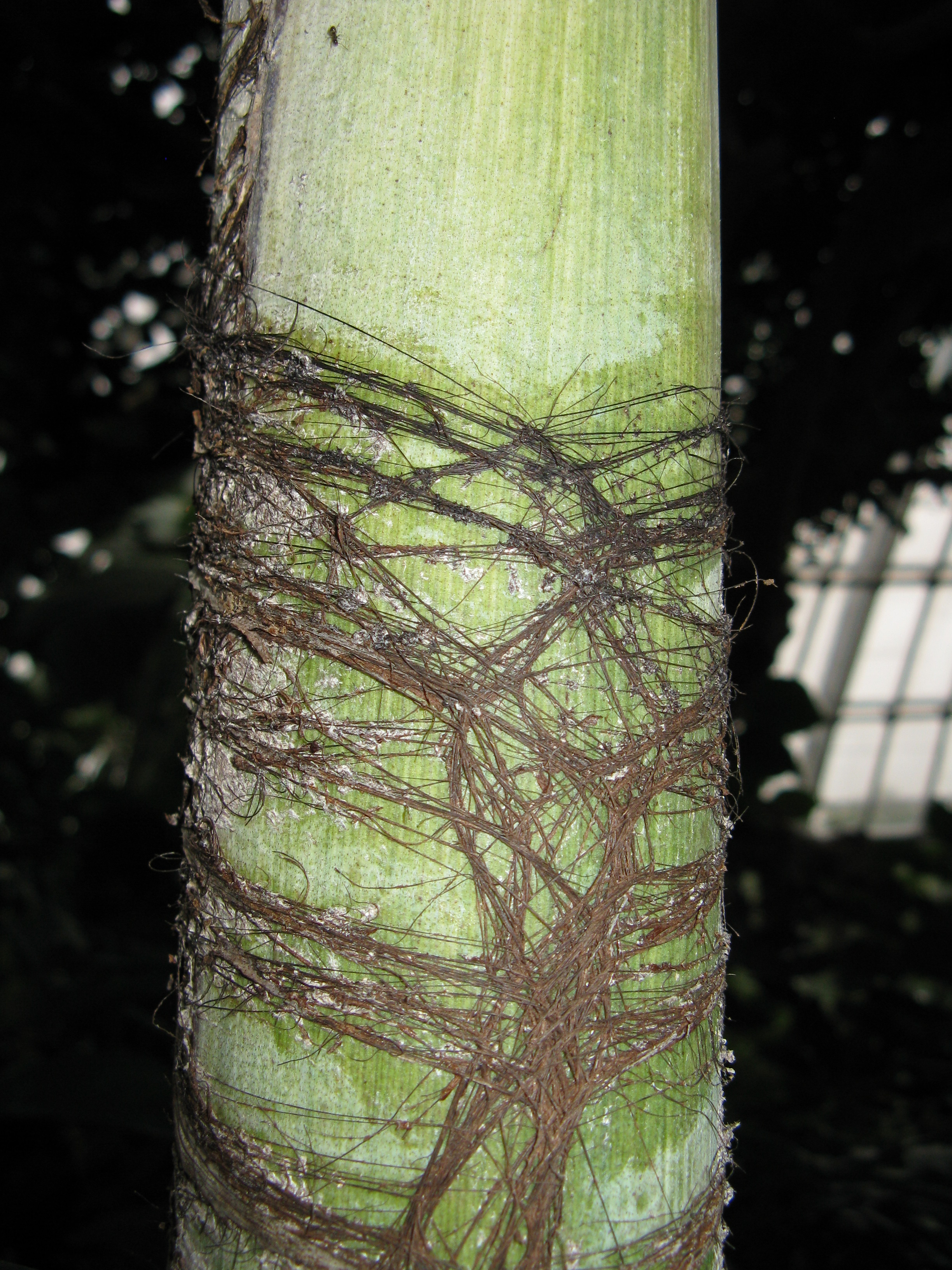
Kmen se suchými listy
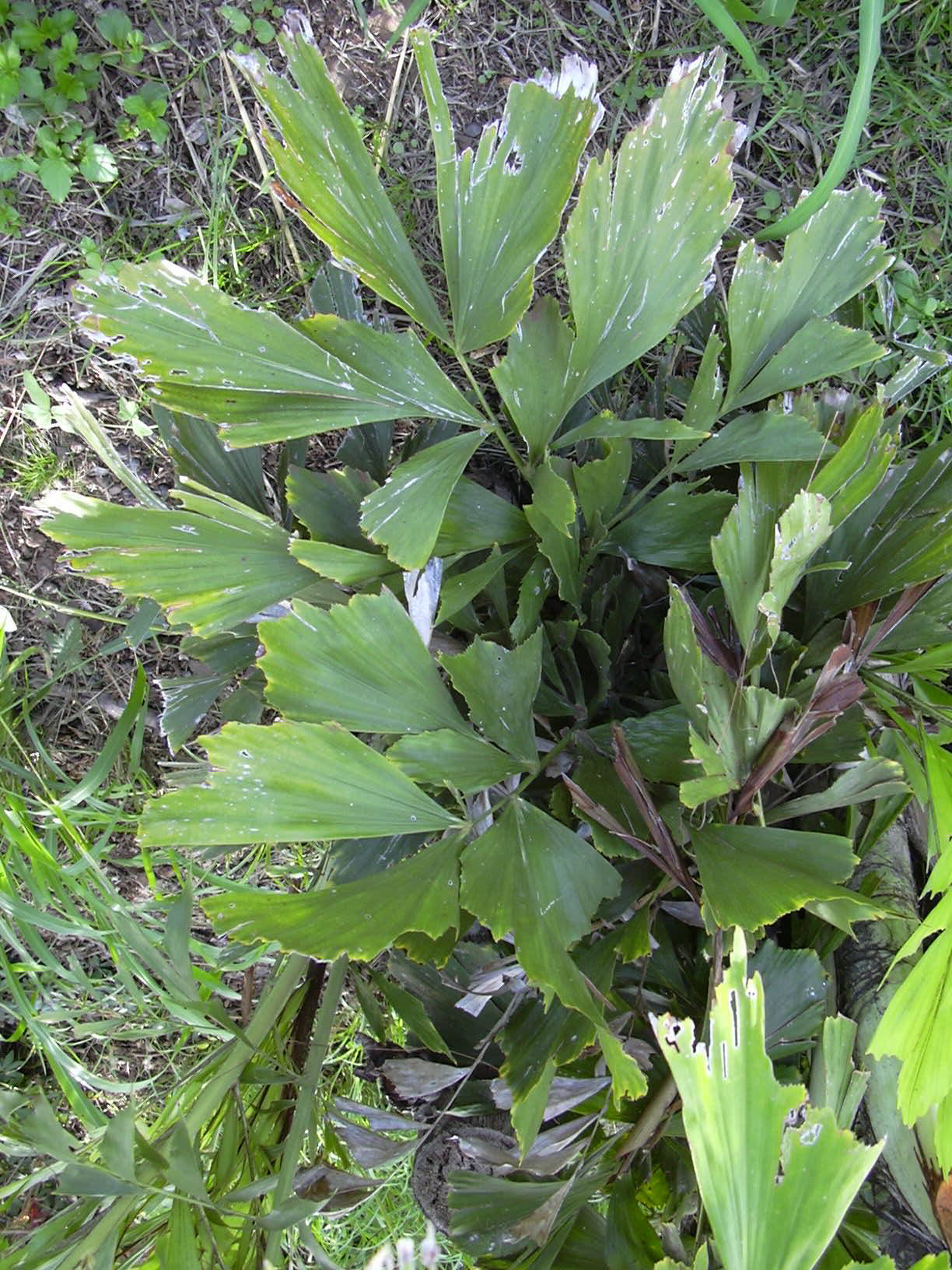
Listy
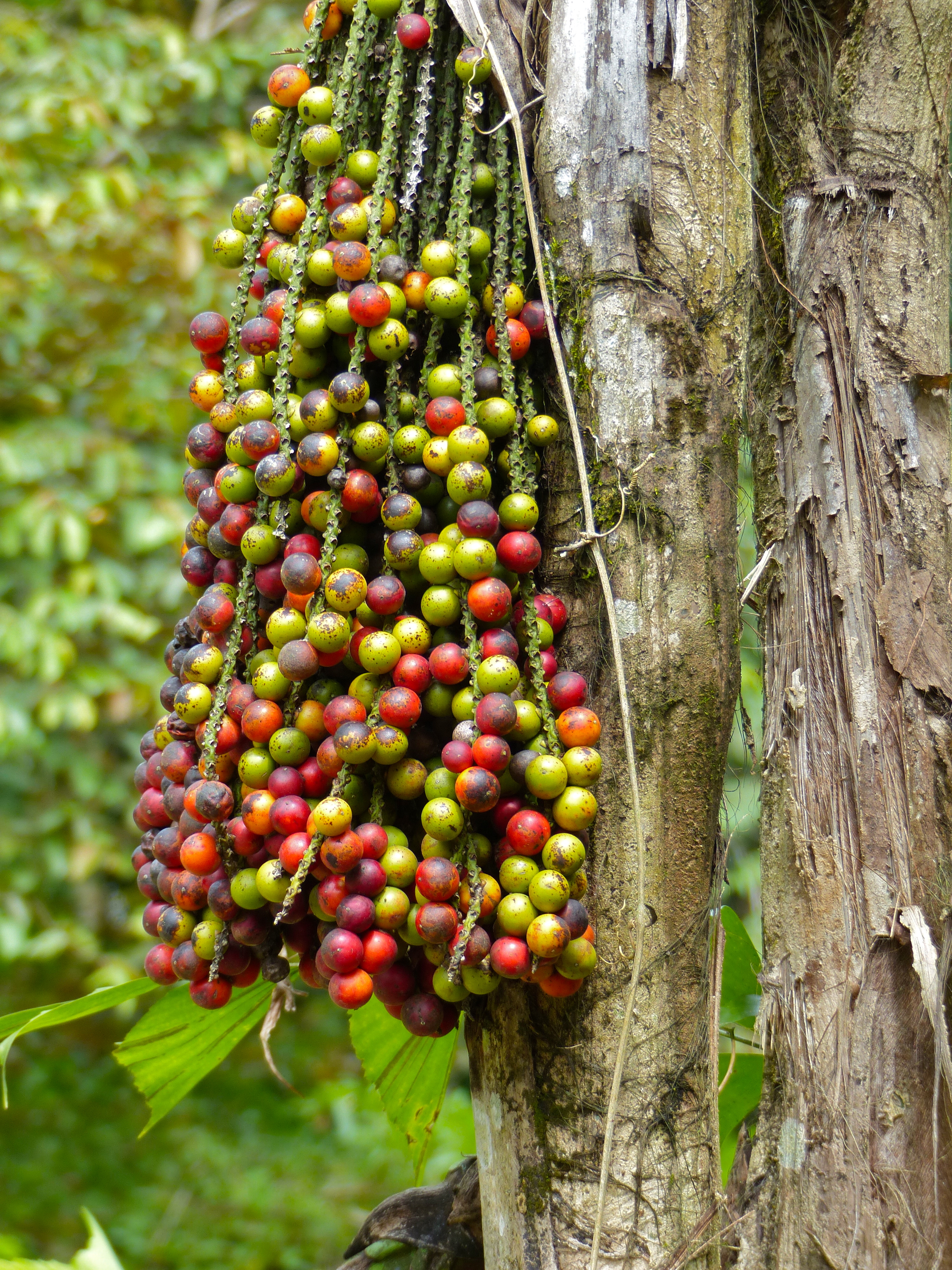
Zrající plody